# Hoắc Anh Đông
Hoắc Anh Đông (tiếng Anh: Henry Fok Ying Tung, 1923-2006) là tiến sĩ danh dự, tỷ phú Hồng Kông nhận Huân chương Grand Bauhinia Medal, nguyên Phó Chủ tịch Ủy ban Toàn quốc Hội nghị Hiệp thương Chính trị Nhân dân Trung Quốc, Uỷ viên Ủy ban Thường vụ Đại hội Đại biểu Nhân dân Toàn quốc Cộng hòa Nhân dân Trung Hoa, nắm giữ các chức vụ quan trọng khác của chính quyền Trung ương. Ông là người Hồng Kông đầu tiên được vinh danh trong số các nhà lãnh đạo và được ca ngợi là "doanh nhân yêu nước".
Năm 2006, tạp chí Forbes đã xếp Hoắc Anh Đông trong danh sách người giàu thứ 181 trên thế giới và thứ 7 trong danh sách các tỉ phú Hồng Kông, với khối tài sản 3,7 tỉ USD. Trang Tân Hoa Xã viết về ông là "bạn thân của Đảng Cộng sản Trung Quốc". Trưởng quan đặc khu hành chính Hồng Kông, Tăng Âm Quyền gọi ông là Tả phái Hương nhân (người Hồng Kông theo phe cánh tả).

## Tiểu sử

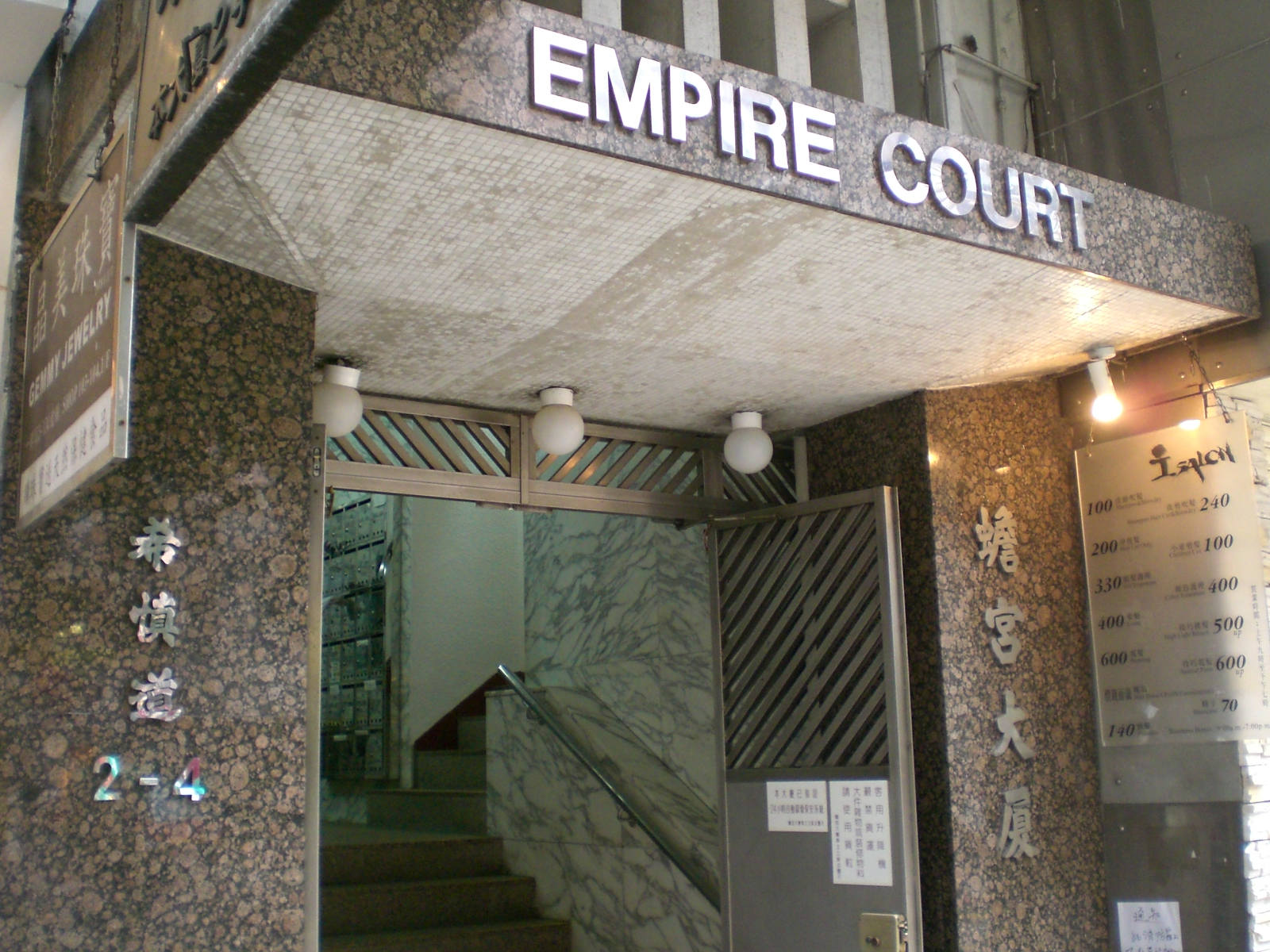
Toà cao ốc Empire Court, Causeway Bay, Hồng Kông

Nguyên danh của Hoắc Anh Đông là Quan Thái. Tên thế hệ lấy theo tên phả hệ là Hiếu Chiêu (好釗). Quê quán từ thôn Luyện Khê, trấn Tân Tạo, Phiên Ngung, Quảng Châu. Ông sinh ra trong gia đình nhiều đời làm ngư dân, là con thứ 4 trong gia đình.
Ông nội là Hoắc Đạt Triều từng có những chuyến đi để vận chuyển hàng hóa giữa Hồng Kông và Ma Cao, đến đời cha của Hoắc Anh Đông vẫn tiếp tục kế nghiệp của tổ tiên.
Năm 1930, hai người anh trai mất trong một vụ tai nạn lật thuyền. Sau đó, cha ông qua đời vì bệnh ung thư. Người mẹ dẫn theo ông cùng một chị gái và một em gái lên bờ sống tại đường Thạch Thủy Cụ (石水渠街), khu Loan Tể. Hoắc Anh Đông vừa đi học vừa đi theo thuyền buồm, sau đó vào học trường tiểu học Đôn Mai. Đây là một trường học có tiếng vào thời đó, được thành lập vào năm 1919, giảng dạy dưới hình thức thụ khoá, giảng bài.
Năm 1936, được nhận vào trường trung học Queen's College, với mong muốn báo quốc, lấy tên "Anh Đông" là viết tắt của người anh vũ (người tài giỏi mạnh mẽ) đứng ở phía đông của thế giới.
Khi Hồng Kông bị chiếm đóng trong Thế chiến thứ hai, các học sinh đã bị buộc đình chỉ học, từ đó ông bắt đầu làm các công việc khác để kiếm sống. Tại đường Canal Road Flyover, Loan Tể, Hồng Kông, ông đã mở một cửa hàng giống cửa hiệu tạp hoá, sau chiến tranh, trước tiên ông thu lợi bằng cách mua và bán các vật liệu khác nhau.
Sau khi Chiến tranh Triều Tiên bùng nổ vào đầu những năm 1950, chính quyền Hồng Kông thuộc Anh đã áp đặt lệnh cấm vận đối với Đại lục theo nghị quyết của Liên Hợp Quốc. Đảng Cộng sản Trung Quốc đã liên lạc với các thương nhân ở Hồng Kông để chiến đấu chống lại Hoa Kỳ và viện trợ cho Bắc Triều Tiên. Hoắc Anh Đông lúc này có sản nghiệp và đội ngũ hoàn chỉnh, đã hỗ trợ cho Trung Quốc chiến đấu với Chiến tranh Triều Tiên. Sau khi có được chiến tranh và vật tư y tế, ông đã đích thân chỉ đạo hạm đội vận chuyển hàng hóa đến Trung Quốc đại lục mỗi đêm để kiếm lợi nhuận

## Đời tư

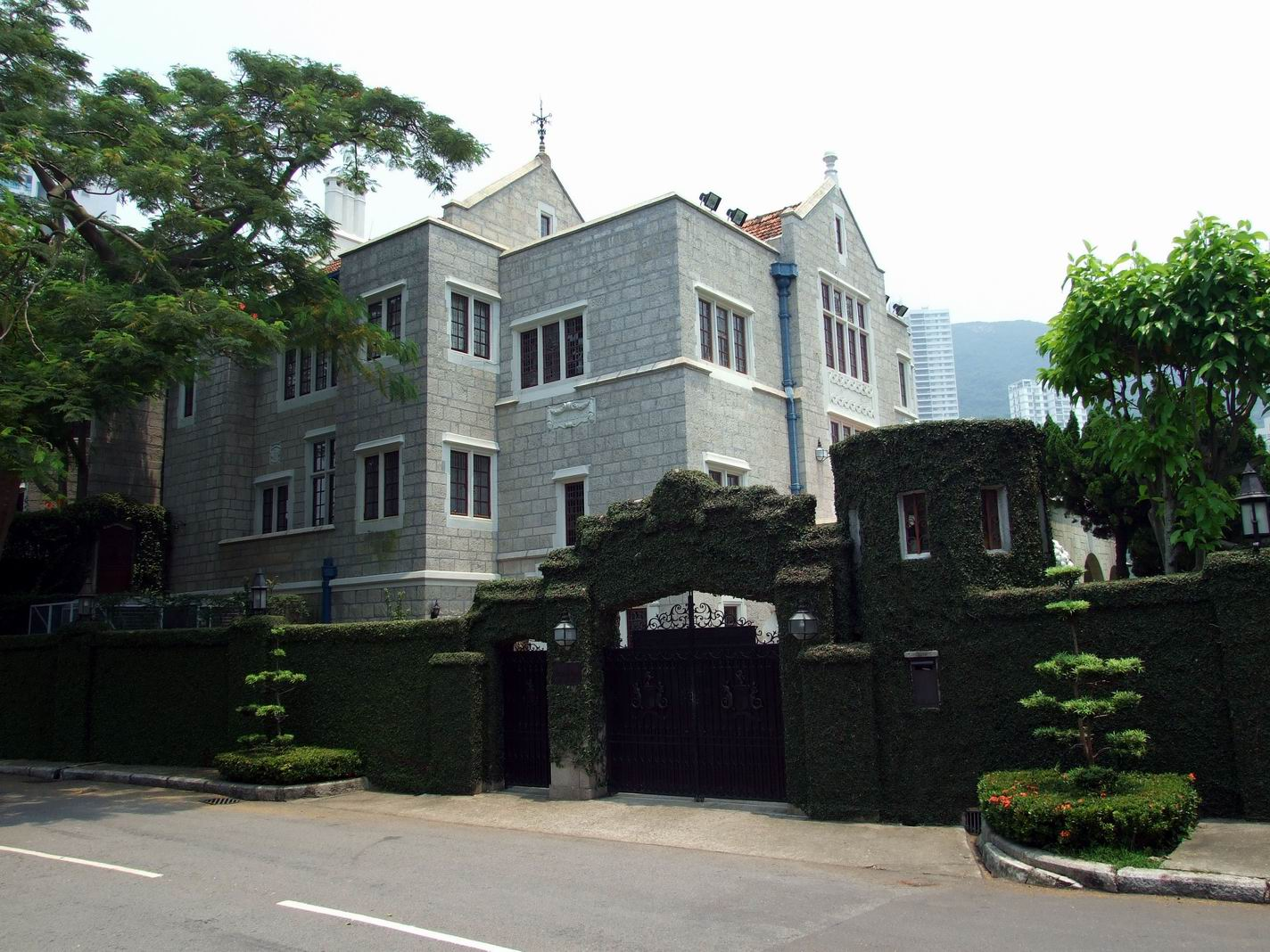
Biệt thự "Thạch Đầu Trang Viên" của nhà họ Hoắc ở đường Sassoon, Hồng Kông.

Hoắc Anh Đông có vợ cả (Lữ Yến Ni), vợ hai (Phùng Kiên Ni), vợ ba (Lâm Thục Đoan) và mười người con trai và ba con gái. Tất cả các cháu đều theo học tại Anh.
Vợ cả Lữ Yến Ni có ba con trai gồm Hoắc Chấn Đình, Hoắc Chấn Hoàn, Hoắc Chấn Vũ và ba con gái Hoắc Lệ Bình, Hoắc Lệ Na, Hoắc Lệ Lệ. Trong số đó, Hoắc Chấn Đình là chủ tịch của Hiệp hội Olympic và Ủy ban Olympic Hồng Kông, Hoắc Chấn Hoàn là chủ tịch Phòng Thương mại Trung Quốc Hồng Kông, con trai út Hoắc Chấn Vũ tham gia quản lý của Tập đoàn Hoắc Anh Đông, phụ trách dự án tại Nam Sa. Hoắc Chấn Đình kết hôn với Chu Linh Linh là Hoa hậu Hồng Kông năm 1977 và hai người hiện đã ly dị.
Người vợ thứ hai Phùng Kiên Ni là mối tình đầu của ông. Bà Phùng thường cùng ông tham dự các sự kiện công cộng. Hai người có ba con trai Hoắc Văn Phương, Hoắc Văn Bân và Hoắc Văn Tốn. Người ta kể rằng cả hai là đối tác kinh doanh của Chiến tranh Triều Tiên, ông Hoắc qua đời vì bệnh vào tháng 8 năm 1977, cáo phó trên tờ báo đã in tên Phùng Kiên Ni và các con trai của ông, chính thức công nhận danh phận của bà. Vợ cũ của Hoắc Văn Phương là Hồng Quốc Hoa, chị gái của Hồng Kim Mai (洪金梅). Hồng Kim Mai là vợ của nghệ sĩ opera Tân Mã Sư Tăng (新馬師曾).
Người vợ ba Lâm Thục Đoan (林淑端) có bốn con trai là Hoắc Hiển Tuyền (霍顯旋), Hoắc Hiển Quang (霍顯光), Hoắc Hiển Cường và Hoắc Hiển Dương. Bà Lâm là người nhẹ nhàng mềm mỏng, không khoa trương, ít khi lộ diện, thích ca kịch Quảng Đông, rất hâm mộ nghệ sĩ kịch nói Hồng Tuyến Nữ (紅線女).
Cuộc sống nhà họ Hoắc thường trở thành tin tức mà giới truyền thông theo dõi. Trong số đó, con trai cả Hoắc Chấn Đình kết hôn với Hoa hậu Chu Linh Linh vào tháng 9 năm 1978, trở thành một tin tức giật gân vào thời điểm đó, nhưng kết thúc vào năm 2000 bằng một vụ ly hôn. Con trai thứ Hoắc Chấn Hoàn (霍震寰) lấy vợ là nữ diễn viên Đài Loan Trần Kỳ Kỳ (陳琪琪) trở thành giai thoại một thời, sinh ra con gái Hoắc Tư Vĩ và con trai Hoắc Khải Văn.
Năm 2004, cháu trai Hoắc Khải Cương và vận động viên thuộc bộ môn nhảy cầu là Quách Tinh Tinh được giới truyền thông bắt gặp đang thân mật. Còn cháu trai Hoắc Khải Sơn cũng vào năm 2004 được các phương tiện truyền thông đăng tải hình ảnh cùng nữ diễn viên Chương Tử Di trong bữa tiệc. Một cháu trai khác là Hoắc Khải Trung đã sử dụng cần sa và thiết bị hút cần sa. Số tiền phạt là 1.500 nhân dân tệ và lưu lại hồ sơ phạm tội. Thời điểm đó Hoắc Anh Đông chia sẻ rằng cháu trai ông cần một bài học và cho rằng hình phạt này là phù hợp.
Năm 2009, cháu trai Hoắc Khải Văn (霍启文) được bắt gặp đi ăn tối cùng Hà Siêu Vân, con gái của ông trùm sòng bạc Hà Hồng Sân, cả hai đều môn đăng hộ đối, nhưng vì tính cách của Hoắc Khải Văn là người trầm tính và sống nội tâm, cộng với việc mối quan hệ không tiến  triển thêm, cuối cùng họ đã không trở thành một cặp.